# ديفيد ويلكيرسون (كاتب)
ديفيد ويلكيرسون (بالإنجليزية: David Wilkerson)‏ هو كاتب أمريكي، ولد في 19 مايو 1931 في هاموند في الولايات المتحدة، وتوفي في 27 أبريل 2011 في U.S. Route 175 ‏ في الولايات المتحدة بسبب حادث مرور.

## وصلات خارجية
- الموقع الرسمي
- دايفيد ويلكيرسون على موقع ديسكوغز (الإنجليزية)